# Елбінг (Канзас)
Елбінг (англ. Elbing) — місто (англ. city) в США, в окрузі Батлер штату Канзас. Населення — 226 осіб (2020).

## Географія
Елбінг розташований за координатами 38°3′14″ пн. ш. 97°7′40″ зх. д. / 38.05389° пн. ш. 97.12778° зх. д. (38.053863, -97.127694).  За даними Бюро перепису населення США в 2010 році місто мало площу 0,49 км², уся площа — суходіл. В 2017 році площа становила 0,45 км², уся площа — суходіл.

## Демографія
Згідно з переписом 2010 року, у місті мешкало 229 осіб у 73 домогосподарствах у складі 63 родин. Густота населення становила 467 осіб/км².  Було 77 помешкань (157/км²).
Расовий склад населення:
| - 99,6 % — білих |

До двох чи більше рас належало 0,4 %. Частка іспаномовних становила 0,4 % від усіх жителів.
За віковим діапазоном населення розподілялося таким чином: 36,2 % — особи молодші 18 років, 46,8 % — особи у віці 18—64 років, 17,0 % — особи у віці 65 років та старші. Медіана віку мешканця становила 30,8 року. На 100 осіб жіночої статі у місті припадало 108,2 чоловіків;  на 100 жінок у віці від 18 років та старших — 84,8 чоловіків також старших 18 років.
Середній дохід на одне домашнє господарство  становив 72 401 долар США (медіана — 72 292), а середній дохід на одну сім'ю — 79 731 долар (медіана — 85 000). За межею бідності перебувало 14,1 % осіб, у тому числі 22,9 % дітей у віці до 18 років та 0,0 % осіб у віці 65 років та старших.
Цивільне працевлаштоване населення становило 149 осіб. Основні галузі зайнятості: освіта, охорона здоров'я та соціальна допомога — 26,2 %, оптова торгівля — 13,4 %, виробництво — 12,1 %.